# 斯洛博達-亞雷希夫斯卡
48°32′42″N 27°38′16″E / 48.54500°N 27.63778°E
斯洛博達-亞里什夫西卡（烏克蘭語：Слобода-Яришівська），是烏克蘭西南部的村莊，隸屬文尼察州的莫希利夫-波季利斯基區。該村始建於1578年，面積3平方公里，海拔高度97米，2001年人口649，人口密度每平方公里216.33人。